# San Nicandro Garganico
San Nicandro Garganico é uma comuna italiana da região da Puglia, província de Foggia, com cerca de 17.537 habitantes. Estende-se por uma área de 172 km², tendo uma densidade populacional de 102 hab/km². Faz fronteira com Apricena, Cagnano Varano, Lesina, Poggio Imperiale, San Marco in Lamis.

## Demografia
| Variação demográfica do município entre 1861 e 2011                               |
|                                                                                   |
| Fonte: Istituto Nazionale di Statistica (ISTAT) - Elaboração gráfica da Wikipedia |